# Агент секретної служби
«Агент секретної служби» — радянський художній фільм, знятий режисер Іоном Скутельником на студії «Молдова-фільм» в 1978 році. Екранізація однойменного шпигунського роману Йосипа Фрейліхмана. Прем'єра фільму відбулася в березні 1979 року.

## Сюжет
Одна із західних розвідок цікавиться роботами відомого молдавського фізика, професора Андрія Ротаря. Для отримання інформації в Кишинів відправлений агент — молода приваблива жінка Лідія, яка «випадково» знайомиться з сином професора, піаністом Штефаном Ротару. Штефан збирається на гастролі до Австрії, де на прохання знайомої Лідії передає її подрузі сувенір з Молдавії. З цього моменту починається розробка Штефана спецслужбами…

## У ролях
- Ірина Мірошниченко — Лідія Флоря, вона же Марія Валуце
- Григоре Григоріу — Штефан Ротарь
- Думітру Карачобану — полковник Васілаке
- Лоренц Арушанян — майор Долган
- Сергій Іванов — лейтенант Чеботарь
- Паул Буткевич — Девіс
- Вітаутас Томкус — Гоулен
- Микола Тимофєєв — Андрій Ротарь
- Домніка Дарієнко — Домніка Ротарь
- Мірча Соцкі-Войніческу — Олег Чуря
- Ельза Радзиня — Няга
- Олександр Гай — професор
- Михайло Волонтир — Ігнат Валуце
- Ірина Боянжіу — Марчелла, дочка Штефана
- Маріка Балан — селянка
- Олександр Брайман — епізод
- Антоніна Бушкова — епізод
- Г. Бутучел — епізод
- І. Вронський — епізод
- Ролан Вієру — епізод
- Володимир Глухой — епізод
- Всеволод Гаврилов — епізод
- Зінаїда Дехтярьова — епізод
- Сергій Іорданов — епізод
- Людмила Колохіна — епізод
- Геннадій Кирик — епізод
- Світлана Могильова — епізод
- Віталій Расстальний — епізод
- Г. Раюшкін — епізод
- Георгій Пирля — епізод
- А. Хєнтов — епізод
- Борис Хромушин — епізод

## Знімальна група
- Автори сценарію: Йосип Фрейліхман, Михайло Маклярський
- Режисер: Іон Скутельник
- Оператор: Валентин Бєлоногов
- Композитор: Василь Загорський
- Художник-постановник: Микола Апостоліді
- Монтаж: Ксенія Блінова
- Музичний редактор: Василь Загорський